# George Shaw
George Shaw (10. prosince 1751 – 22. července 1813) byl anglický botanik a zoolog.

## Život
Narodil se v Biertonu a studoval na oxfordské Magdalen Hall, kde roku 1772 získal magisterský titul. Následně začal pracovat jako lékař a roku 1786 se stal asistentem v botanice na Oxfordské univerzitě. Roku 1788 stál u zrodu Linnean Society, společnosti specializující se na studium a šíření informací o přírodopisu a taxonomii. V roce 1789 se stal členem Královské společnosti. Roku 1791 se Shaw stal asistentem archiváře přírodopisného oddělení Britského muzea, přičemž roku 1806 nahradil Edwarda Whitakera Graye na pozici archiváře. Zemřel v Londýně ve věku 61 let.